# Victor Amaya (deportista)
Victor Amaya (n. Denver, Estados Unidos, 2 de julio de 1954) es un tenista profesional estadounidense retirado. 

## Carrera
Consiguió ser el número 15 del mundo en agosto de 1980.
Amaya casi venció a la leyenda del tenis Björn Borg en la primera ronda del campeonato de Wimbledon 1978. Con su zurda servía a 135 mph y tenía a Borg 2 sets a 1 antes de acabar perdiendo por 9-8, 1-6, 6-1, 3-6, 3-6.
Ganó el título de dobles de Roland Garros de 1980 con su compañero Hank Pfister.
Fue jugador de la Universidad de Míchigan. 

## Finales de grandes premios (8 jugadas)

### Títulos individuales (3 veces ganado)
| Resultado  | Año  | Torneo                   | Superficie | Oponente en la final | Marcador      |
| ---------- | ---- | ------------------------ | ---------- | -------------------- | ------------- |
| Campeón    | 1977 | Adelaida, Australia      | Césped     | Brian Teacher        | 6–1, 6–4      |
| Subcampeón | 1978 | Nueva Orleans, EE. UU.   | Moqueta    | Roscoe Tanner        | 3–6, 5–7      |
| Campeón    | 1979 | Surbiton, Reino Unido    | Césped     | Mark Edmondson       | 6–4, 7–5      |
| Subcampeón | 1979 | Denver, EE. UU.          | Moqueta    | Wojtek Fibak         | 4–6, 1–6      |
| Campeón    | 1980 | Washington, EE. UU.      | Moqueta    | Ivan Lendl           | 6–7, 6–4, 7–5 |
| Subcampeón | 1980 | Denver, EE. UU.          | Moqueta    | Gene Mayer           | 2–6, 2–6      |
| Subcampeón | 1980 | Johannesburgo, Sudáfrica | Dura       | Heinz Günthardt      | 4–6, 4–6      |
| Subcampeón | 1980 | Cleveland, EE. UU.       | Dura       | Gene Mayer           | 2–6, 1–6      |

### Títulos dobles (6 veces ganado)
| Resultado  | Año  | Torneo                      | Superficie | Compañero     | Oponente en la final           | Marcador                |
| ---------- | ---- | --------------------------- | ---------- | ------------- | ------------------------------ | ----------------------- |
| Subcampeón | 1978 | Louisville, EE. UU.         | Tierra     | John James    | Wojtek Fibak Víctor Pecci      | 4–6, 7–6, 4–6           |
| Subcampeón | 1979 | Lafayette, U.S.             | Tierra     | Eric Friedler | Marty Riessen Sherwood Stewart | 4–6, 4–6                |
| Campeón    | 1980 | Roland Garros               | Tierra     | Hank Pfister  | Brian Gottfried Raúl Ramírez   | 1–6, 6–4, 6–4, 6–3      |
| Subcampeón | 1980 | Maui, U.S.                  | Dura       | Hank Pfister  | Peter Fleming John McEnroe     | 6–7, 7–6, 2–6           |
| Campeón    | 1980 | Tokyo Indoor, Japan         | Carpet     | Hank Pfister  | Marty Riessen Sherwood Stewart | 6–3, 3–6, 7–6           |
| Subcampeón | 1981 | Masters Doubles WCT, London | Moqueta    | Hank Pfister  | Peter McNamara Paul McNamee    | 3–6, 6–2, 6–3, 3–6, 2–6 |
| Campeón    | 1981 | Tokyo Indoor, Japan         | Moqueta    | Hank Pfister  | Heinz Günthardt Balázs Taróczy | 6–4, 6–2                |
| Campeón    | 1982 | Monterrey, México           | Moqueta    | Hank Pfister  | Tracy Delatte Mel Purcell      | 6–3, 6–7, 6–3           |
| Subcampeón | 1982 | London/Queen's Club, U.K.   | Césped     | Hank Pfister  | John McEnroe Peter Rennert     | 6–7, 5–7                |
| Subcampeón | 1982 | Columbus, EE. UU.           | Moqueta    | Hank Pfister  | Tim Gullikson Bernard Mitton   | 6–4, 1–6, 4–6           |
| Campeón    | 1982 | Cleveland, EE. UU.          | Dura       | Hank Pfister  | Matt Mitchell Craig Wittus     | 6–4, 7–6                |
| Subcampeón | 1982 | Abierto de Estados Unidos   | Dura       | Hank Pfister  | Kevin Curren Steve Denton      | 2–6, 7–6, 7–5, 2–6, 4–6 |
| Campeón    | 1983 | Cincinnati, U.S.            | Dura       | Tim Gullikson | Carlos Kirmayr Cássio Motta    | 6–4, 6–3                |

- Datos: Q1748325